# Martha Coston
Martha Jane Coston (Baltimore, 12 de desembre de 1826 – Washington DC, 9 de juliol de 1904) va ser una inventora i dona de negocis coneguda principalment per la seva invenció de la bengala de Coston, un dispositiu per emetre senyals al mar que ha permès salvar milers de vides. El 2006 Martha Coston va ser incorporada al Saló de la Fama dels inventors dels EUA.

## Primers anys
Va néixer amb el nom de Martha Jane Hunt a Baltimore, Maryland, i es va traslladar a Filadèlfia a la dècada del 1830. Als 15 o 16 anys va marxar amb Benjamin Franklin Coston, que tenia 21 anys i que ja havia adquirit una reputació com a inventor prometedor, amb qui es va casar. Va morir el 1848 per una exposició química. La seva feina, relacionada amb les bengales de senyalització, si bé va ser important, es va limitar a plans i fórmules químiques.

## El negoci de la bengala

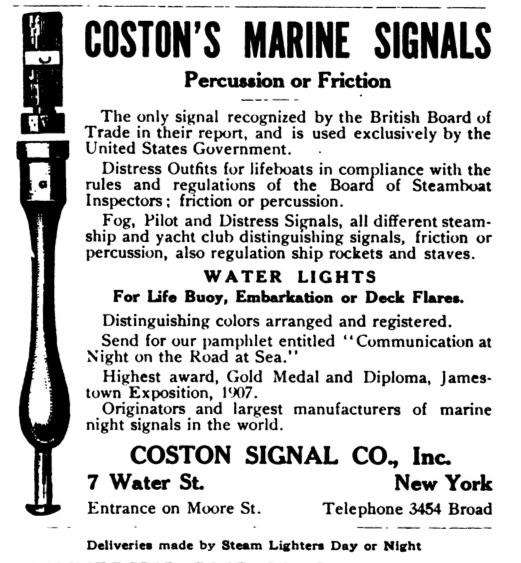
1913 anunci de bengales Coston.

Els anys que segueixen la mort de Benjamin Coston van ser tràgics. Dos dels seus fills i la seva mare es moriren durant els dos anys següents, deixant-la en una situació emocional i econòmica greu. Revisant els papers del seu marit, va descobrir algunes notes escrites sobre la senyalització de nit de l'Armada. La feina incompleta del seu marit va requerir un esforç addicional substancial abans que es pogués convertir en un sistema de senyalització pràctic.
Durant gairebé deu anys, Martha Coston va treballar per desenvolupar un sistema de senyalització de bengala basada en aquella feina primerenca. Amb un coneixement limitat de química i pirotècnia, va confiar en el consell dels químics i experts en focs artificials que va contractar, amb resultats diversos. Un primer pas va ser el 1858, mentre presenciava els focs artificials en una pantalla a Nova York durant la celebració per la finalització del traçat de cable de telègraf transatlàntic. Es va adonar que el seu sistema necessitava una bengala blava brillant, i la desenvoluparia juntament amb el vermell i el blanc. Va establir l'empresa Coston Manufacturing Company per fabricar les bengales de senyal, i va començar una relació empresarial amb un desenvolupador de pirotècnia que li hauria de proporcionar el color blau que necessitava.
El 5 d'abril de 1859, se li va concedir el número de Patent dels EUA 23,536 per un senyal pirotècnic de nit i un sistema de codi. La patent se li va concedir a ella com a administradora del patrimoni del seu difunt marit, a qui se l'anomenà inventor. Utilitzant combinacions diferents de colors, va permetre habilitar vaixells per assenyalar-ne d'altres, i al seu torn assenyalar la riba. El capità C.S. McCauley De l'Armada dels EUA va recomanar l'ús de les seves bengales al secretari de l'Armada Isaac Toucey el 1859. Després d'haver provat repetidament el material es va demostrar la seva efectivitat i l'Armada dels EUA va ordenar adquirir inicialment 300 bengales, i més tard comprar-ne per valor de 6000$.

## Èxits internacionals
Després Coston va obtenir les patents a Anglaterra, França, Itàlia, Dinamarca, Suècia, i els Països Baixos, i va navegar a Anglaterra per començar a vendre la seva invenció allà i en altres parts d'Europa. Es va quedar a Europa fins al 1861, quan va retornar als EUA en l'esclat de la Guerra Civil. Va anar directament a Washington, on ella havia demanat al Congrés que adquirís la patent per poder utilitzar les bangales en el conflicte que s'acostava. Amb retard, el congrés va passar un acte el 5 d'agost de 1861, autoritzant a l'Armada dels EUA que adquirís la patent per 20,000$, menys del 40,000$ que al principi ella reclamava.
Les bengales Coston van ser molt utilitzades per l'Armada dels EUA durant la Guerra Civil; i es van consolidar com a particularment eficaces en la descoberta i captura de corredors de bloqueig confederats durant el bloqueig de la Unió dels ports del sud. Les bengales Coston també van jugar una funció important per coordinar les operacions navals durant la batalla de Fort Fisher de Carolina del Nord del 13 al 15 de gener de 1865.
El 1871, Coston va obtenir una patent en el seu propi nom - Patent No. 115,935, amb el nom de "millora en els senyals pirotècnics de nit". A més de millores al sistema de senyalització, va continuar reclamant indemnitzacions addicionals al govern dels EUA. A causa de la inflació, l'empresa de fabricació va subministrar bengales a l'Armada dels EUA per sota del cost de producció, i Coston va calcular que el govern li devia 120,000 dòlars d'indemnització. Tot i que va reclamar aquesta quantitat durant deu anys, només li van retornar 15,000 dòlars.
Finalment cada Servei de Salvament Marítim dels Estats Units va ser equipat amb les bengales de Coston, que s'utilitzaven per fer senyals entre els vaixells, advertint de condicions costaneres perilloses, i demanant ajuda a altres embarcacions. Hi ha molts documents que descriuen l'ús d'aquesta bengala, que va permetre savar milers de vides. Martha Coston va morir el 1904, però la seva empresa, més tard anomenada Coston Signal Company i Coston Supply Company, va funcionar fins al 1985.